# Macrino Suárez Menéndez
Macrino Suárez Menéndez (Ḷḷuarca, 31 de maig de 1936 – Oviedo, 15 de maig de 2012) va ser un economista i polític asturià, ministre de l'últim govern de la República espanyola en l'exili. Va ser el ministre d'Economia del govern de José Maldonado González.

## Biografia
Va néixer a Ḷḷuarca setmanes abans d'esclatar la Guerra Civil espanyola. El seu pare va combatre de part del bàndol nacional. Va estudiar el batxiller en l'institut fundat per Luis Ochoa, germà de Severo Ochoa, del seu poble natal i en 1952 va començar la carrera d'Econòmiques a Madrid, la qual no va concloure perquè va ser processat per injúria al Cap d'Estat a causa que, en la pensió en la qual vivia, li van ser requisades unes octavetes amb la imatge de Francisco Franco vestit de gitana amb la llegenda La bien pagá i del president estatunidenc Dwight D. Eisenhower vestit de torero. Va estar quinze dies incomunicat i quatre mesos tancat a la presó de Carabanchel. Va fer el seu 5è curs de carrera i gràcies a unes gestions del seu pare, va fugir a França.
Durant el seu exili, va treballar en una impremta, va acabar la seva carrera i després es va doctorar en la Universitat de París. Va treballar com a investigador del Centre Nacional de la Recerca Científica i va realitzar viatges com a membre de les delegacions del Govern francès per al desenvolupament econòmic de Mèxic, Perú, Algèria i Burundi.
En 1971 va ser nomenat ministre d'Economia i Hisenda del Govern en l'exili de la Segona República Espanyola, càrrec que va ostentar fins a 1977, quan José Maldonado va dissoldre el govern a causa de les eleccions generals d'Espanya d'aquest mateix any.
També va ser secretari general del Consell Federal Espanyol del Moviment Europeu que va formar part del "IV Congrés del Moviment Europeu" celebrat a Múnic i aquest congrés va ser pejorativament titllat per la dictadura franquista com el Contuberni de Múnic. Va ser, a més, secretari general del partit Acció Republicana Democràtica Espanyola.
En 2002 es va jubilar i en 2005 es va traslladar a viure a Astúries. Va arribar a presidir l'Associació José Maldonado i l'Ateneu Republicà d'Astúries. Va morir en 2012 a causa d'un infart.